# Breda Kalef
Rahela Kalef Simonović Breda (Beograd, 7. decembar 1930 — Beograd, 13. februar 2023) bila je mecosopran, proslavljena jugoslovenska operska pevačica i primadona opere u Beogradu. Vrh karijere je dostigla između 1960-ih i 1990-ih godina, u periodu još znanom kao „zlatno doba beogradske opere".

## Biografija
Rođena kao Rahela Kalef u jevrejskoj trgovačkoj porodici u Beogradu od oca Jakova Kalefa. Ona i njena sestra Matilda jedine su od Kalefa preživele Holokaust.

## Gostovanja
Gostovala je samostalno ili sa ansamblom beogradske opere u više od 30 operskih kuća širom sveta:
- Grčka: Atina, Solun
- Španija: Barselona, Madrid
- Austrija: Beč
- Čehoslovačka: Bratislava
- Mađarska: Budimpešta, Segedin
- Egipat: Kairo
- Irska: Dablin
- Nemačka: Lajpcig, Visbaden
- Danska: Kopenhagen
- Italija: 
Milano, Napulj, Palermo, Rim, Venecija
- Sovjetski Savez/Rusija:
 Moskva, Odesa, Jerevan, Kazanj,
 Samarkand, Talin
- SAD: Njuark, Sijetl, Trenton
- Norveška: Oslo
- Izrael: Tel Aviv, Haifa

## Uloge
Pevala je u više od 50 vodećih mecosopranskih uloga među kojima se po uspehu izdvajaju
- Karmen (Žorž Bize)
- Don Kihot (Žil Masne)
- Dalila, Samson i Dalila (Kamij Sen-Sans)
- Azučena, Trubadur (Đuzepe Verdi)
- Končakovna, Knez Igor (Aleksandar Borodin)
- Marina, Boris Godunov (Modest Musorgski)
- Olga, Evgenije Onjegin (Petar Iljič Čajkovski)
- Lukrecija, Lukrecija (Bendžamin Britn)
- Čeka, Đokonda (Ponchieli)
- Šarlota, Verther (Žil Masne)

## Ostale uloge
- Dafne, (Corsi & Jacopo Peri (1561-1633 - prva opera ikada izvođena-1598 na Karnevalu u Firenci); premijera- Dubrovačke letnje igre
- Polina, Grofica, Pikova Dama (Čajkovski)
- Madalena, Rigoleto (Verdi),
- Preciosila, Moć Sudbine ( Verdi)
- Ulrika, Bal pod Maskama (Verdi)
- Suzuki, Madam Baterflaj (Pučini)
- Lola, Cavaleria Rustikana (Maskanji)
- Rosina, Seviljski Berberin (Rosini)
- Mis Kvikli, Falstaf (Verdi)
- Madaleon, Andrea Chénier (Đordano)
- Adalđiza, Norma (Belini)
- Amneris, Aida (Verdi)
- Maria, Ivan Grozni (George Bizet)
- Hivrija, Soročinski Sajam (Musorgski)
- La Marchesa di Berckenfield, Kći puka (Doniceti)

### Operska imena
- Breda i Plasido u Beogradu
- Breda i Koreli
- Breda i Di Stefano
- Breda, Plasido i Marta

Slavna svetska operska imena sa kojima je pevala u zemlji I inostranstvu su
- Plasido Domingo
- Franko Koreli[7]
- Đuzepe di Stefano[8]
- Umberto Borso
- Michele Molese
- Michiko Sunahara
- Atsuko Azuma
- Boris Chrristoff
- Nikolaj Ghiaurov
- Nikolaj Gedda
- Luigii Otolini
- Miroslav Čangalović
- Vladimir Ružđak
- Antonietta Stella
- Seta del Grande

Budući da je sa Placidom Domingom nastupala više od 40 puta, jedina je jugoslovenska operska umetnica koja se slikom I pričom pominje u njegovoj autobiografskoj knjizi

### Istaknuti dirigenti
Istaknuti dirigenti sa kojima je radila
- Zubin Mehta[10]
- Oskar Danon[11]
- Bogdan Babić
- Borislav Pašćan
- Dušan Miladinović
- Lovro Matačić

## Domaća scena
Pored gostovanja u inostranstvu, Breda Kalef je pevala je u svim većim gradovima Jugoslavije (Zagreb, Sarajevo, Ljubljana, Skoplje, Novi Sad, Split, Pula, Opatija, Vukovar, Slavonski Brod, Osijek, Dubrovnik). Osim stranih opera, pevala je i promovisala dela domaćih autora (Otadžbina-uloga majke Jugovića i Ero s onog svijeta). Učestvovala je na svim značajnijim muzičkim festivalima među kojima se izdvaja uloga Boga Sunca u operi Dafne, (engl. Daphne) na Dubrovačkim letnjim igrama, pod dirigentskom palicom Lovra Matačića.

## Koncerti
U toku svoje operske karijere, Breda Kalef učestvovala je u brojnim koncertnim nastupima, samostalno, ili sa jugoslovenskih horovima u zemlji i inostranstvu (Branko Krsmanović, Braća Baruh, Radio-hor). Sa horom Braća Baruh imala je turneju u 29 gradova Sjedinjenih Američkih Država, uključujući i nastup u Karnegi Holu u Njujorku. Izdvajaju se i izvođenja Verdijevog i Mocartovog Rekvijema, Sinfonije Oriente I Betovenove Devete Simfonije.
Za BBC je snimljeno njeno koncertno izvođenje Borisa Godunova, u dvorani Vatroslav Lisinski u Zagrebu, 1975.

## Obrazovanje
Muzičku akademiju u Beogradu završila je u klasi Zlate Đunđenac a post diplomske studije u Veneciji u klasi proslavljene profesorke Marije Karbone (Marie Carbone).

## Nagrade
Za svoj umetnički rad dobila je brojne nagrade među kojima Plakete Narodnog Pozorišta i Republičke nagrade za najbolja godišnja izvođenja za Majku Jugovića u "Otadžbini", Čeku u "Đokondi", Lukreciju u istoimenoj operi Alberta Heringa i Domu u operi "Ero s onog svijeta".

## Produkcija
Za muzičku kuću Filips snimila je operu Don Kihot i to je do skora bio jedini snimak ovog dela, na svetu.
Ostali snimci: Pikova dama.
Za istu kuću snimila je ploču sa operskim arijama, a za RTB, ploču iz serijala U svetu Opere.

## Spoljašnje veze
- Branko Krsmanović Branko Krsmanović
- Kalef ser eng Festivals2 на веб-сајту
- Izložba o Bredi Kalef („Politika”, 17. mart 2022)
- Izložba o Bredi Kalef: Primadona koja spaja dva veka (B92, 17. mart 2022)
- PRIMADONA BLISTAVE KARIJERE: Breda Kalef o izložbi u Pozorišnom muzeju i priznanju svoje fondacije („Večernje novosti”, 28. mart 2022)
- Odlazak Brede Kalef Simonović („Politika”, 14. februar 2023)